# Invisible (Lied)
Invisible (dt. Unsichtbar) ist eine Single der US-amerikanischen Sängerin Skylar Grey. Der Song wurde offiziell am 9. August 2011 auf iTunes veröffentlicht. Grey führte das Lied zusammen mit verschiedenen anderen Künstlern bereits am 31. Juli 2011 auf. Der Song wurde im offiziellen Trailer des Madonna-Films W./E. verwendet.

## Hintergrund
Skylar Grey kommentierte ihren Schreibprozess für Invisible mit den Worten 

“Before I started writing this album, I felt like I had lost control of my life and didn't know who I was anymore. I needed to ground myself so I decided to spend some time in solitude, and in the process discovered my inner super hero. The album tells that story starting with 'Invisible', which is how I used to feel”

„Bevor ich mit dem Schreiben dieses Album begann, fühlte es sich an, als hätte ich die Kontrolle über mein Leben verloren und ich wusste nicht mehr, wer ich war. Ich entschied mich, einige Zeit in Einsamkeit zu verbringen und dabei entdeckte ich meinen inneren Superheld. Das Album erzählt diese Geschichte, beginnend mit Invisible.“

## Rezeption
Popcrush bewertet das Lied mit vier von fünf möglichen Sternen und äußerte sich positiv über den Song mit den Worten: „Ihr Lied ist eine Ode allein in einem überfüllten Raum zu fühlen und das Gefühl, dass niemand einen wirklich sehen kann. Der Song befasst sich mit dem Begriff des Bildes und dem Kampf zwischen der realen Person und der Person, die die Menschen sehen. Billboard äußerte sich ebenfalls positiv und nannte das Lied herrlich und verletzlich. ‚Invisible‘ werfe ein Licht auf Skylar Greys eigene zwingende Persönlichkeit.“

## Musikvideo
Das offizielle Musikvideo zu Invisible wurde am 8. September 2011 auf YouTube veröffentlicht. Das Video zeigt Skylar Grey in verschiedenen Szenen auf der Spitze eines Wolkenkratzers in der Mitte einer belebten Straße. Das Video erreicht über drei Millionen Aufrufe in einer Woche.

## Chartplatzierungen
| ChartsChartplatzierungen     | Höchstplatzierung | Wochen |
| ---------------------------- | ----------------- | ------ |
| Deutschland (GfK)            | 86 (1 Wo.)        | 1      |
| Vereinigtes Königreich (OCC) | 63 (1 Wo.)        | 1      |